# شوره‌ناب
شوره‌ناب یکی از روستاهای استان آذربایجان شرقی است که در دهستان ورگهان بخش مرکزی شهرستان اهر واقع شده‌است.این روستا ۷۷ نفر جمعیت دارد.